# جاسینو تورینزه
جاسینو تورینزه (به ایتالیایی: Gassino Torinese) یک کومونه در ایتالیا است که در استان تورین واقع شده‌است.

## خصوصیات
جاسینو تورینزه ۲۰٫۵ کیلومترمربع مساحت و ۹٬۶۵۸ نفر جمعیت دارد و ۲۳۰ متر بالاتر از سطح دریا واقع شده‌است.